# Nomada amoena
Nomada amoena är en biart som beskrevs av Cresson 1863. Nomada amoena ingår i släktet gökbin, och familjen långtungebin. Inga underarter finns listade i Catalogue of Life.